# Joris Eeckhout

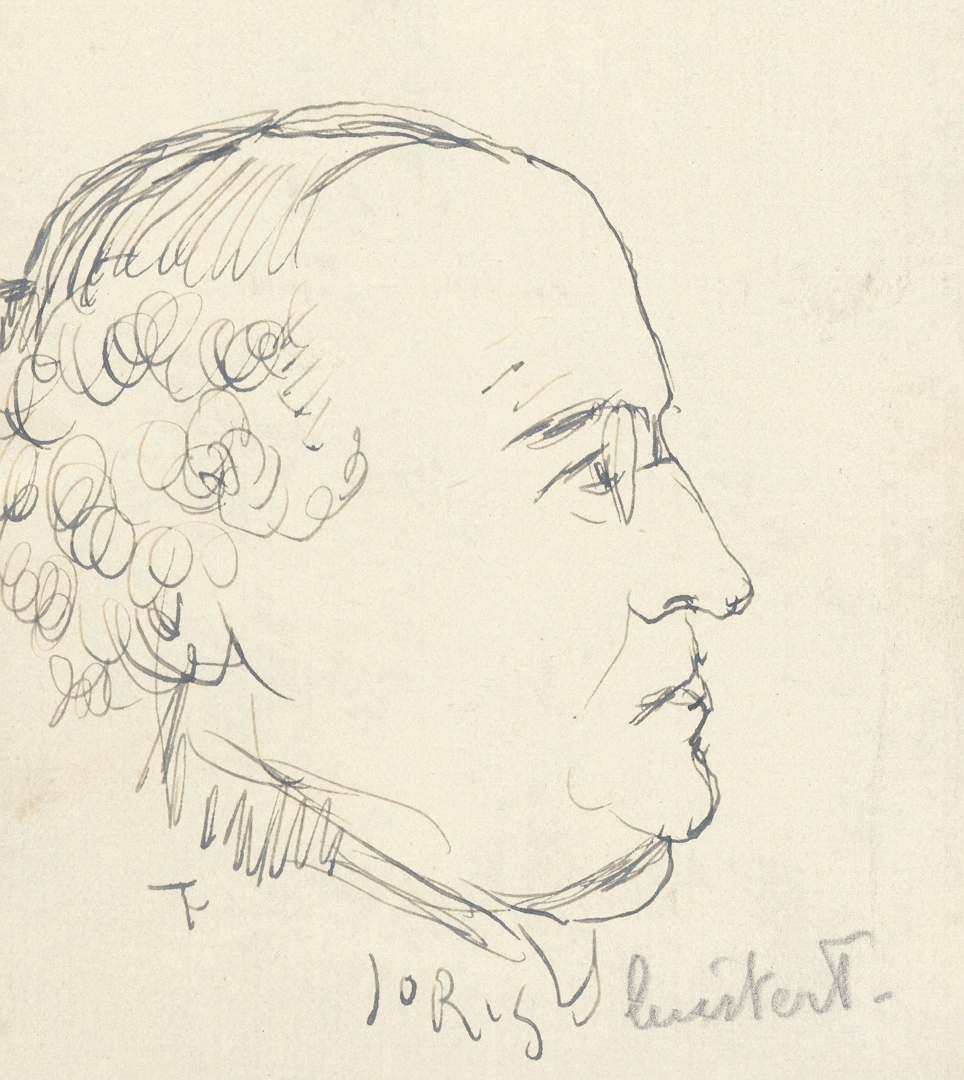
Joris Eeckhout

Joris Eeckhout (Deinze 1887- 1951) was een priester en tevens Vlaams schrijver.

## Biografie
Hij studeerde aan het Sint-Lievens College te Gent.
Na zijn priester wijding in 1910 was hij achtereenvolgens onderpastoor te Baarle aan de Leie, Michelbeke, Vrasene en Gent.
Later werd hij ook benoemd tot bestuurder in het Guislaininstituut te Gent en werd in 1933 lid van de Koninklijke Vlaamse Academie.
Hij schreef mee aan talrijke tijdschriften. Onder andere Jong Dietschland, Dietsche Warande en Belfort, Van onzen tijd, Vlaamsche Arbeid en Het Vlaamse land. Over de Vlaamse litteratuur schreef hij in een kritiek van Augustin ou le Maître est là van Joseph Malègue : "Niet vooraleer onze letterkunde wijzen kan op meesterwerken, wat analyse en synthese betreft, in den aard van Augustin, zal ze meetellen in de wereldlitteratuur, want eerst dan zal ze bewezen hebben niet onmondig te staan voor de problematiek van onzen tragischen tijd..." (Joris Eeckhout, Litteraire profielen (XIII) (Israël Querido, August Vermeylen, Joseph Malègue, Gery Helderenberg, Karel van de Woestijne), Standaard Boekhandel, Brussel, 1945, bl. 85)
Verder liet Eeckhout een uitgebreide bibliotheek na met voornamelijk Vlaamse literatuur van voor de Tweede Wereldoorlog. Hij bezat onder andere werken van zijn vrienden Karel van de Woestijne en Stijn Streuvels.